# Buara (Karanganyar)
Buara is een bestuurslaag in het regentschap Purbalingga van de provincie Midden-Java, Indonesië. Buara telt 1354 inwoners (volkstelling 2010).